# 纳瓦雷东达和圣马梅斯
纳瓦雷东达和圣马梅斯，是西班牙马德里自治区的一个市镇。总面积27平方公里，总人口110人（2001年），人口密度4人/平方公里。